# Deian Sorescu
Deian Cristian Sorescu (* 29. August 1997 in Moldova Nouă) ist ein rumänisch-spanischer Fußballspieler.

## Karriere

### Verein
Deian Sorescu spielte in seiner Jugend für ACS Poli Timișoara und rückte im Januar 2016 aus der U19 in die erste Mannschaft auf, kam dort aber nur selten zu Einsätzen. Im April des Folgejahres wechselte er zu ASU Politehnica Timișoara in Rumäniens zweite Liga. Zur Spielrunde 2018/19 folgte sein Wechsel zu Dinamo Bukarest in die erste Liga, hier wurde er Stammspieler. Im Januar 2022 wechselte Sorescu für eine Ablöse von 800.000 € nach Polen zu Raków Częstochowa. Mit Częstochowa wurde er polnischer Pokalsieger und gewann die Meisterschaft. Für die Rückrunde der Spielzeit 2022/23 wurde er nach Rumänien zu FCSB Bukarest verliehen. Für die Rückrunde der Spielzeit 2023/24 folgte eine Leihe in die Türkei zum Gaziantep FK. Nach Auslaufen der Leihe wurde Sorescu im August 2024 fest von Gaziantep verpflichtet.

### Nationalmannschaft
Im März 2019 hatte Sorescu zwei Einsätze für die rumänische U21-Mannschaft.
Für die rumänische A-Nationalmannschaft debütierte er am 2. Juni 2021 bei einer 1:2-Freundschaftsspielniederlage gegen Georgien, bei der er in der Startelf stand. Anschließend kam Sorescu bei drei WM 2022-Qualifikationsspielen zum Einsatz. Nach der Nations League 2022/23 kam er während der Qualifikationsphase für die Europameisterschaft 2024 zu fünf von zehn möglichen Einsätzen, später wurde er für den finalen Turnierkader bei der Endrunde nominiert.